# Primera División C 2013
El campeonato de la Primera División C 2013 del fútbol paraguayo, llamado Don Epifanio Rojas, fue el décimo séptimo campeonato oficial de la Primera División C organizado por la Asociación Paraguaya de Fútbol (APF). Se dio inicio el 3 de mayo y finalizó el 28 de setiembre.
Se consagró campeón por primera vez el recientemente admitido a la división Club Sportivo Limpeño de Limpio, ascendiendo a la Primera División B en forma directa. Fue subcampeón el Club Oriental de Asunción, quien también ascendió en forma directa a la Primera División B.

## Sistema de competición
El modo de disputa implementado fue, al igual que en las temporadas precedentes, en la división de los 15 equipos en dos grupos con 7 y 8 equipos, donde los miembros de cada grupo jugarían en base al sistema todos contra todos a una vuelta.
En caso de paridad de puntos entre dos contendientes en zona de clasificación o descenso, se definen los puestos en un partido extra. De existir más de dos en disputa, se resuelve según los siguientes parámetros:
1) saldo de goles;
2) mayor cantidad de goles marcados;
3) mayor cantidad de goles marcados en condición de visitante;
4) sorteo.
Los cuatro mejores equipos de cada grupo clasificaron a la segunda fase. A partir de aquí, los ocho equipos disputaron una serie de eliminatorias a ida y vuelta, hasta decidir los dos equipos clasificados para la final. En caso de empate tras los dos partidos, se recurriría a tiros desde el punto penal (si el empate ocurriera en los cuartos de final, el equipo mejor posicionado en su grupo al final de la primera fase ganaría su llave).

## Producto de la clasificación
- El torneo coronó al 17° campeón en la historia de la Primera División C.

- Tanto el campeón como el subcampeón del torneo obtuvieron directamente su ascenso a la Primera División B.

- El equipo que obtuvo el menor puntaje en el torneo, fue desprogramado de la temporada siguiente.

## Ascensos y descensos
| Ascendidos a Primera División B                       |
| ----------------------------------------------------- |
| Atlántida (Campeón de la Primera División C)          |
| Benjamín Aceval (Subcampeón de la Primera División C) |

| Desprogramados de la temporada                        |
| ----------------------------------------------------- |
| Nikkei Bellmare (Peor puntaje en la temporada pasada) |

| Equipos admitidos   |
| ------------------- |
| Cristóbal Colón JAS |
| Sportivo Limpeño    |

| Equipos desafectados retornantes |
| -------------------------------- |
| General Caballero SF             |

| Descendidos de Primera División B                 |
| ------------------------------------------------- |
| 1° de Marzo (Peor puntaje en la temporada pasada) |

## Equipos participantes
| Equipo               | Fundación              | Ciudad                            | Estadio                      | Capacidad |
| -------------------- | ---------------------- | --------------------------------- | ---------------------------- | --------- |
| 1° de Marzo          | 1 de marzo de 1963     | Fernando de la Mora               | 1° de Marzo                  | 2000      |
| Ameliano             | 6 de junio de 1936     | Virgen del Huerto, Asunción       | José Tomás Silva             | 2000      |
| Cristóbal Colón JAS  | 12 de octubre de 1913  | Julián Augusto Saldívar           | Herminio Ricardo             | 3000      |
| Fulgencio Yegros     | 14 de mayo de 1924     | Ñemby                             | El Bosque de Pa'i Ñu         |           |
| General Caballero SF | 1° de mayo de 1937     | San Felipe, Asunción              | General Bernardino Caballero | 500       |
| Humaitá              | 19 de febrero de 1932  | Mariano Roque Alonso              | Pioneros de Corumba Cué      | 7000      |
| Juventud             | 28 de agosto de 1920   | Loma Pytâ, Asunción               |                              |           |
| Oriental             | 12 de marzo de 1912    | Ricardo Brugada, Asunción         | Oriental                     | 4000      |
| Pilcomayo            | 9 de junio de 1915     | Mariano Roque Alonso              |                              |           |
| Pinozá               | 1 de noviembre de 1922 | Vista Alegre, Asunción            | Alfredo Stroessner           | 80        |
| Recoleta             | 12 de febrero de 1931  | Barrio Recoleta, Asunción         | Roque F. Batelhana           | 6000      |
| Silvio Pettirossi    | 11 de marzo de 1925    | Republicano, Asunción             | Bernabé Pedrozo              | 4000      |
| Sportivo Limpeño     | 16 de julio de 1914    | Limpio                            | Optaciano Gómez              | 1800      |
| Tembetary            | 3 de agosto de 1912    | Asunción (social) Ypané (canchas) | Ypané                        | 4500      |
| Valois Rivarola      | 12 de julio de 1936    | Zeballos Cué, Asunción            | Gregorio Sarubbi             | 500       |

### Distribución geográfica de los equipos
| Departamento         | # | Clubes |
| -------------------- | - | --- |
| Distrito Capital     | 8 | Ameliano, General Caballero SF, Juventud, Oriental, Pinozá, Recoleta, Silvio Pettirossi, Valois Rivarola                                               |
| Departamento Central | 7 | 1° de Marzo (Fernando de la Mora); Sportivo Limpeño (Limpio); Humaitá y Pilcomayo (Mariano Roque Alonso); Fulgencio Yegros (Ñemby); Tembetary (Ypané). |

## Primera fase

### Clasificación
- Actualizado a 10 de agosto de 2013.[7]

#### Grupo A
| Pos. | Equipos              | PJ | PG | PE | PP | GF | GC | Dif. | Pts. |
| ---- | -------------------- | -- | -- | -- | -- | -- | -- | ---- | ---- |
| 1.   | Fulgencio Yegros     | 12 | 9  | 3  | 0  | 33 | 14 | 19   | 30   |
| 2.   | Pinozá               | 12 | 5  | 4  | 3  | 13 | 9  | 4    | 19   |
| 3.   | Ameliano             | 12 | 4  | 5  | 3  | 28 | 19 | 9    | 17   |
| 4.   | Cristóbal Colón JAS  | 12 | 5  | 2  | 5  | 17 | 11 | 6    | 17   |
| 5.   | Pilcomayo            | 12 | 3  | 6  | 3  | 14 | 17 | -3   | 15   |
| 6.   | Recoleta             | 12 | 1  | 7  | 4  | 12 | 17 | -5   | 10   |
| 7.   | General Caballero SF | 12 | 1  | 1  | 10 | 6  | 36 | -30  | 4    |

 Pos=Posición; PJ=Partidos jugados; PG=Partidos ganados; PE=Partidos empatados; PP=Partidos perdidos; GF=Goles a favor; GC=Goles en contra; Dif=Diferencia de goles;Pts=Puntos

#### Grupo B
| Pos. | Equipos           | PJ | PG | PE | PP | GF | GC | Dif. | Pts. |
| ---- | ----------------- | -- | -- | -- | -- | -- | -- | ---- | ---- |
| 1.   | Sportivo Limpeño  | 14 | 8  | 6  | 0  | 35 | 8  | 27   | 30   |
| 2.   | Oriental          | 14 | 7  | 6  | 1  | 32 | 19 | 13   | 27   |
| 3.   | Valois Rivarola   | 14 | 4  | 8  | 2  | 24 | 17 | 7    | 20   |
| 4.   | Silvio Pettirossi | 14 | 5  | 5  | 4  | 17 | 18 | -1   | 20   |
| 5.   | Tembetary         | 14 | 4  | 5  | 5  | 21 | 23 | -2   | 17   |
| 6.   | Humaitá           | 14 | 3  | 5  | 6  | 13 | 27 | -14  | 14   |
| 7.   | 1° de Marzo       | 14 | 3  | 4  | 7  | 23 | 31 | -8   | 13   |
| 8.   | Juventud          | 14 | 1  | 3  | 10 | 12 | 34 | -22  | 6    |

 Pos=Posición; PJ=Partidos jugados; PG=Partidos ganados; PE=Partidos empatados; PP=Partidos perdidos; GF=Goles a favor; GC=Goles en contra; Dif=Diferencia de goles;Pts=Puntos

## Segunda fase
|  | Cuartos de final           | Cuartos de final           | Cuartos de final           |   |                  | Semifinales                   | Semifinales                   | Semifinales                   |  |  | Final                          | Final                          | Final                          |
|  | 17 al 28 de agosto de 2013 | 17 al 28 de agosto de 2013 | 17 al 28 de agosto de 2013 |   |                  | 8 al 14 de septiembre de 2013 | 8 al 14 de septiembre de 2013 | 8 al 14 de septiembre de 2013 |  |  | 22 al 28 de septiembre de 2013 | 22 al 28 de septiembre de 2013 | 22 al 28 de septiembre de 2013 |
|  |                            |                            |                            |   |                  |                               |                               |                               |  |  |                                |                                |                                |
|  | Sportivo Limpeño           | 1                          | 1                          |   |                  |                               |                               |                               |  |  |                                |                                |                                |
|  | Cristóbal Colón JAS        | 0                          | 1                          |   |                  |                               |                               |                               |  |  |                                |                                |                                |
|  | Cristóbal Colón JAS        | 0                          | 1                          |   | Sportivo Limpeño | 2                             | 3                             |                               |  |  |                                |                                |                                |
|  |                            |                            |                            |   | Sportivo Limpeño | 2                             | 3                             |                               |  |  |                                |                                |                                |
|  |                            | Silvio Pettirossi          | 0                          | 0 |                  |                               |                               |                               |  |  |                                |                                |                                |
|  | Fulgencio Yegros           | Silvio Pettirossi          | 0                          | 0 | 1                | 1                             |                               |                               |  |  |                                |                                |                                |
|  | Fulgencio Yegros           |                            |                            |   | 1                | 1                             |                               |                               |  |  |                                |                                |                                |
|  | Silvio Pettirossi          | 1                          | 2                          |   |                  |                               |                               |                               |  |  |                                |                                |                                |
|  |                            |                            |                            |   |                  |                               |                               |                               |  |  | Sportivo Limpeño (p)           | 1                              | 0 (6)                          |
|  |                            |                            | Oriental                   | 0 | 1 (5)            |                               |                               |                               |  |  |                                |                                |                                |
|  | Oriental*                  | 2                          | 2                          |   |                  |                               |                               |                               |  |  |                                |                                |                                |
|  | Ameliano                   | 3                          | 1                          |   |                  |                               |                               |                               |  |  |                                |                                |                                |
|  | Ameliano                   | 3                          | 1                          |   | Oriental         | 1                             | 1                             |                               |  |  |                                |                                |                                |
|  |                            |                            |                            |   | Oriental         | 1                             | 1                             |                               |  |  |                                |                                |                                |
|  |                            | Pinozá                     | 1                          | 0 |                  |                               |                               |                               |  |  |                                |                                |                                |
|  | Pinozá*                    | Pinozá                     | 1                          | 0 | 1                | 0                             |                               |                               |  |  |                                |                                |                                |
|  | Pinozá*                    |                            |                            |   | 1                | 0                             |                               |                               |  |  |                                |                                |                                |
|  | Valois Rivarola            | 1                          | 0                          |   |                  |                               |                               |                               |  |  |                                |                                |                                |

* Equipo clasificado debido a la regla del mérito deportivo.
- Nota: En cada llave, el equipo ubicado en la primera línea es el que ejerce la localía en el partido de vuelta.

### Cuartos de final
- Los horarios corresponden a la hora de Paraguay (UTC -4)

| 17 de agosto de 2013, 15:00 | Cristóbal Colón JAS | 0:1 | Sportivo Limpeño | Estadio Herminio Ricardo, Julián Augusto Saldívar |  |

| 28 de agosto de 2013, 14:30 | Sportivo Limpeño | 1:1 (1:1) | Cristóbal Colón JAS | Estadio Optaciano Gómez Rivas, Limpio |                            |
|                             | Marín 27' (pen.) | Reporte   | Bogado 37'          | Árbitro(s): Nelson Alcaraz            | Árbitro(s): Nelson Alcaraz |

| 18 de agosto de 2013, 15:00 | Silvio Pettirossi | 1:1 | Fulgencio Yegros | Estadio Bernabé Pedrozo, Asunción |  |

| 28 de agosto de 2013, 14:30 | Fulgencio Yegros | 1:2 (1:2) | Silvio Pettirossi        | Estadio El Bosque de Pa'i Ñu, Ñemby                    |                                                        |
|                             | Paredes 22'      | Reporte   | Núñez 4' · Domínguez 31' | Asistencia: 230 espectadores Árbitro(s): César Herebia | Asistencia: 230 espectadores Árbitro(s): César Herebia |

| 17 de agosto de 2013, 15:00 | Ameliano                                      | 3:2 (2:1) | Oriental               | Estadio José Tomás Silva, Asunción |                              |
|                             | Caballero 11' · Caballero 44' · Caballero 60' | Reporte   | Sánchez 32' · Vera 56' | Árbitro(s): Alberto González       | Árbitro(s): Alberto González |

| 24 de agosto de 2013, 15:00 | Oriental                     | 2:1 (1:0) | Ameliano  | Estadio Agustín Peña, Asunción |                             |
|                             | Valdovinos 41' · Sánchez 70' | Reporte   | Gómez 72' | Árbitro(s): Óscar Velázquez    | Árbitro(s): Óscar Velázquez |

| 17 de agosto de 2013, 15:00 | Valois Rivarola | 1:1 | Pinozá | Estadio Gregorio Sarubbi Ortiz, Asunción |  |

| 28 de agosto de 2013, 14:30 | Pinozá | 0:0     | Valois Rivarola | Estadio Roque Battilana, Asunción |                              |
|                             |        | Reporte |                 | Árbitro(s): Alberto González      | Árbitro(s): Alberto González |

### Semifinales
| 8 de setiembre de 2013, 15:00 | Silvio Pettirossi | 0:2 (0:0) | Sportivo Limpeño        | Estadio Bernabé Pedrozo, Asunción |  |
|                               |                   | Reporte   | Sánchez 69' · Godoy 82' |                                   |  |

| 14 de setiembre de 2013, 15:00 | Sportivo Limpeño                     | 3:0 (0:0) | Silvio Pettirossi | Estadio Optaciano Gómez Rivas, Limpio |                          |
|                                | Giménez 57' · Jara 69' · Sánchez 79' | Reporte   |                   | Árbitro(s): Nery Zaracho              | Árbitro(s): Nery Zaracho |

| 8 de setiembre de 2013, 15:00 | Pinozá         | 1:1 (1:1) | Oriental    | Estadio Roque Battilana, Asunción |  |
|                               | Fernández 1' · | Reporte   | Sánchez 45' |                                   |  |

| 14 de setiembre de 2013, 15:00 | Oriental    | 1:0 (1:0) | Pinozá | Estadio Oriental, Asunción                               |                                                          |
|                                | Sánchez 41' | Reporte   |        | Asistencia: 75 espectadores Árbitro(s): Alberto González | Asistencia: 75 espectadores Árbitro(s): Alberto González |

### Final
| 22 de setiembre de 2013, 15:00 | Oriental  | 1:0 (1:0) | Sportivo Limpeño | Estadio Oriental, Asunción  |                             |
|                                | Soler 16' | Reporte   |                  | Árbitro(s): Arsenio Sánchez | Árbitro(s): Arsenio Sánchez |

| 28 de setiembre de 2013, 15:15 | Sportivo Limpeño                                           | 1:0 (0:0) (6:5 p.)         | Oriental                                           | Estadio Optaciano Gómez Rivas, Limpio |                          |
|                                | Godoy 48'                                                  | Reporte                    |                                                    | Árbitro(s): Fabián Casco              | Árbitro(s): Fabián Casco |
|                                |                                                            | Tiros desde el punto penal |                                                    |                                       |                          |
|                                | Sánchez · Giménez · Godoy · Espínola · Leguizamón · Romero |                            | Sánchez · Vera · Soler · Recalde · Candia · Aguayo |                                       |                          |